# 시몬 배틀
시몬 배틀(Simone Battle, 1989년 6월 17일 ~ 2014년 9월 5일)은 미국의 가수, 배우이다. 2011년 더 액스 팩터 결승전 진출자이다. 미국의 걸그룹 G.R.L. 멤버였다.